# Henryk Dzwonkowski
Henryk  Jan  Dzwonkowski (ur. 1952) – profesor Uniwersytetu Łódzkiego. W latach 2012–2016 pełnił funkcję kierownika Katedry Prawa Finansowego (w jej ramach także kierownika Zakładu Zobowiązań i Procedur Podatkowych w latach 2004-2019) na Wydziale Prawa i Administracji Uniwersytetu Łódzkiego.

## Życiorys
Prof. dr hab. Henryk Dzwonkowski jest absolwentem Wydziału Prawa i Administracji Uniwersytetu Łódzkiego (1974–1978). Odbył staże naukowe na uniwersytetach w Paryżu (Uniwersytet Paryski, Paryż X i Paryż XII), Uniwersytecie Kraju Basków w San Sebastian i w Akademii Prawa Podatkowego w Amsterdamie. Wykładał w Wyższej Szkole Przedsiębiorczości i Zarządzania im. L. Koźminskiego, gdzie pełnił także funkcję prodziekana, w Akademii Humanistyczno-Ekonomicznej oraz Europejskiej Wyższej Szkole Prawa i Administracji, dla której prowadził wykłady w Londynie, Brukseli, Manchester, Birmingham, Oslo i Berlinie.
W latach 1997–2019 roku (z przerwą) był specjalistą Biura Analiz Sejmowych Kancelarii Sejmu. Przez cztery lata był etatowym doradcą Ministra Finansów. Następnie wiceprzewodniczącym Krajowej Rady Doradców Podatkowych, Przewodniczącym Państwowej Komisji Egzaminacyjnej do Spraw Doradztwa Podatkowego. Jest adwokatem i doradcą podatkowym. Prowadzi praktykę od 1985 roku. Jest członkiem Rady Programowej Monitora Podatkowego, Studiów Biura Analiz Sejmowych oraz członkiem Rady Naukowej Ośrodka Badawczego Adwokatury. Jest członkiem Centrum Informacji i Organizacji Badań Finansów Publicznych i Prawa Podatkowego Krajów Europy Środkowej i Wschodniej - Stowarzyszenie przy Wydziale Prawa Uniwersytetu w Białymstoku. Napisał ponad sto pięćdziesiąt prac naukowych z zakresu prawa finansowego (w większości prawa podatkowego), w tym dwie monografie. Komentarz do Ordynacji podatkowej pod jego redakcją (lub z jego udziałem) ma już siedem wydań. Organizował i uczestniczył w licznych konferencjach naukowych. Był recenzentem 4 prac doktorskich, autorem około 200 opinii prawnych oraz autorem, współautorem lub redaktorem licznych publikacji.

## Wybrane publikacje
- Interpretacje podatkowe. Analiza instrumentów prawnych w zakresie udzielania informacji o stosowaniu przepisów prawa daninowego + wzory do pobrania (redakcja), C.H. Beck, Warszawa 2023.
- Egzamin na doradcę podatkowego. Pytania otwarte (redakcja), C.H. Beck; wydanie 9 – 2023; wydanie 8 - 2022; wydanie 7 - 2021; wydanie 6 - 2020; wydanie 5 - 2019; wydanie 4 - 2019; wydanie 3 – 2018; wydanie 2 - 2018; wydanie 1 – 2016.
- Deklaracje podatkowe z wyjaśnieniami + płyta CD (redakcja i współautorstwo), C.H. Beck; wydanie 1 - 2020; wydanie 2 - 2022.
- Ordynacja podatkowa. Komentarz (redakcja i współautorstwo), C.H. Beck; wydanie 9 - 2020; wydanie 8 - 2019; wydanie 7 – 2018; wydanie 6 - 2016/2017; wydanie 5 – 2014; wydanie 4 – 2013; wydanie 3 – 2011
- Prawo finansowe (redakcja i współautorstwo), C.H. Beck, Warszawa 2013.
- Prawo podatkowe (redakcja i współautorstwo), C.H. Beck, Warszawa 2011, II wydanie.
- Prawo podatkowe (podręcznik multimedialny), (redakcja i współautorstwo), C.H. Beck, III wydanie, Warszawa 2011.
- Opodatkowanie dochodów nieujawnionych. Praktyka postępowania podatkowego i odpowiedzialność karna skarbowa (redakcja i współautorstwo), Difin,  Warszawa 2010, I i II wydanie.
- Deklaracje podatkowe 2009 z wyjaśnieniami (współautorstwo), C.H. Beck, Warszawa 2009.
- Procedury podatkowe (wspólnie z Z. Zgierskim), Difin 2006, s. 1064.
- Powstawanie i wymiar zobowiązania podatkowego (w:) Finanse publiczne i prawo finansowe (współautorstwo), DW ABC, Warszawa 2003.

## Ważne artykuły
- Glosa do wyroku Izby Finansowej Naczelnego Sądu Administracyjnego w Warszawie z dnia 15 listopada 2013 r., I FSK 1702/12; art. 23 § 1 i 2 ustawy z dnia 29 sierpnia 1997 r. – Ordynacja podatkowa (Dz. U. z 2012 r., poz. 749 ze zm.); Orzecznictwo Sądów Polskich 9/2014 ROK LVIII, s. 1186-1190; wyd. LexisNexis.
- Koncepcja budowy Ordynacji podatkowej w układzie funkcjonalnym (zarys); Monitor Podatkowy 10/2012, str. 28-35, wyd. C.H. Beck.
- Koncepcja budowy Ordynacji podatkowej w układzie funkcjonalnym (zarys), Prawo i Podatki 10/2012, str. 21-30, wyd. Oficyna Prawa Podatkowego.
- Koncepcja budowy Ordynacji podatkowej w układzie funkcjonalnym (zarys), Doradca Podatkowy 3/2012, str. 4-9, wyd. KIDP.
- Stosunek prawny – obowiązek podatkowy – zobowiązanie podatkowe, (w:) W kręgu prawa podatkowego i finansów publicznych. Księga dedykowana Profesorowi Cezaremu Kosikowskiemu w 40-lecie pracy naukowej, Wydawnictwo UMCS, Lublin 2005, s. 101 – 109.
- Obowiązek podatkowy a zobowiązanie podatkowe, Państwo i Prawo 1999, z. 2, s. 21 - 35.
- Szacowanie podstaw opodatkowania, Kwartalnik Prawa Podatkowego 1999, nr 3-4, s. 9-37.
- Zakres i struktura postępowania podatkowego, Państwo i Prawo 2000, Nr 7, s. 18 – 34.
- Charakter prawny deklaracji podatkowych (Zagadnienia podstawowe),  Państwo i Prawo 2001, z. 12, s. 25 - 39.
- Koncepcje prawne nierzetelności ksiąg podatkowych, Państwo i Prawo 2004, z. 5, s. 59 – 66.
- Magia, metafizyka i normy prawa podatkowego, Państwo i Prawo 2004, z. 8, s. 30 - 47.
- Samowymiar zobowiązań podatkowych, Państwo i Prawo 2004, Nr 12, s. 40 - 51.
- Negatio conclusionis  est error in lege. Uchybienie przeciwko logice jest błędem w prawie, Monitor Podatkowy 2009, Nr 12.
- Luka dowodowa a szacowanie kosztów uzyskania przychodów, Prawo i Podatki 2011, Nr 12, s. 1-6.
- „Sankcja” w podatku od czynności cywilnoprawnych. Prawo i Podatki 2011, Nr 7, s.12-17.